# Ed, Edd y Eddy
Ed, Edd y Eddy (en inglés: Ed, Edd n Eddy) es una comedia televisiva de dibujos animados creada por Danny Antonucci y emitida originalmente por Cartoon Network. Fue una coproducción entre Canadá, Estados Unidos y Corea del Sur, en la que a.k.a. Cartoon —el estudio de Antonucci, ubicado en Vancouver— se encargaba de las historias, los diseños y la edición de los episodios, mientras que la animación la realizaba el equipo de Yeson Animation Studios en Seúl. Se centra en Ed, Edd y Eddy (con las voces de Matt Hill, Samuel Vincent y Tony Sampson, respectivamente), tres chicos preadolescentes que a menudo estafan a los miembros de su vecindario para poder comprar caramelos gigantes, metiéndose así en diversos aprietos.
De todas las series de Cartoon Network de la era de los Cartoon Cartoons, Ed, Edd y Eddy es las más longeva, con seis temporadas emitidas a lo largo de diez años. Se estrenó el 4 de enero de 1999 y finalizó el 8 de noviembre de 2009 con la emisión de su película Ed, Edd n Eddy's Big Picture Show. También comprende tres especiales con temática festiva que salieron al aire durante ese período. La serie pone gran énfasis en la violencia slapstick, mientras que el estilo de animación se caracteriza por sus influencias clásicas; en particular, por la técnica de las «boiling lines», que hace temblar los contornos de los personajes. Antonucci, quien primero tuvo fama por sus animaciones dirigidas al público adulto, basó las tramas y los personajes en gente y anécdotas de su vida personal. También comentó que su intención era presentar un mundo donde los Eds lucieran «feos» y las historias carecieran de mensajes morales.
Ed, Edd y Eddy fue un éxito de audiencia entre distintos grupos demográficos y ha sido doblada a numerosos idiomas, además de haber recibido reseñas favorables. Por ella, la Sociedad Nacional de Caricaturistas de Estados Unidos galardonó a Antonucci con el premio Reuben a la mejor animación televisiva. Patric Caird también fue premiado en dos ocasiones por haber compuesto la música jazz del programa. Por otro lado, se han hecho camisetas, gorras, videojuegos e historietas basados en este dibujo animado, entre otros productos licenciados.

## Premisa y personajes

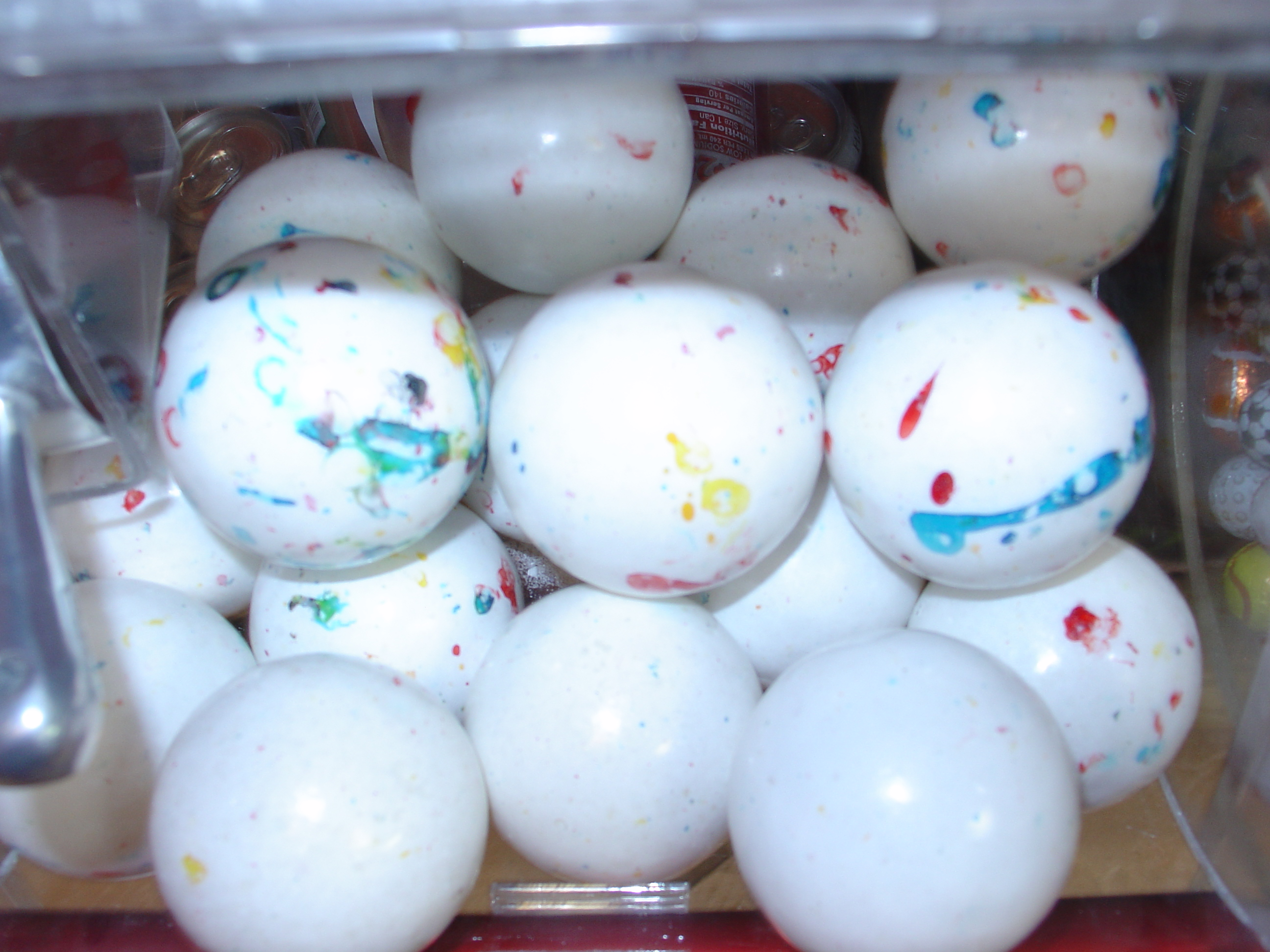
Los Eds ambicionan por comer jawbreakers, caramelos macizos de gran tamaño.

Ed, Edd y Eddy se centra en la vida de los Eds, tres chicos preadolescentes cuyos planes para estafar a los miembros de su vecindario (un callejón cerrado o cul-de-sac) y poder comprar caramelos son, generalmente, la base de sus desventuras durante lo que parecen ser unas interminables vacaciones de verano. Los tres, tratados con sumo desdén por los demás vecinos, difieren grandemente en personalidad, pero les une su gusto por los caramelos y la constante ambición por conseguir dinero. El líder, Eddy, es un «megalómano» amante de la atención que planifica todas las trampas con las que el trío ocupa su tiempo libre. Ed, quien suele aportar su descomunal fuerza física, es un aficionado a las películas de monstruos y se compromete fácilmente en los proyectos de Eddy; entre los otros Eds, se caracteriza por su escasa inteligencia. El tercero, Edd, es llamado Doble D para evitar confusión con Ed; además de estudioso, tranquilo, pulcro y sumamente cortés, es una especie de chico genio que crea útiles artilugios y jamás se quita su gorro negro. Aunque los Eds son persistentes, muchas de sus travesuras resultan en fracaso y humillación frente a sus vecinos, en lugar de generarles el respeto que buscan. Dado que no aprenden ninguna lección, retoman sus objetivos en cada episodio.
Los vecinos del cul-de-sac terminan de componer el reducido grupo de personajes, ya que los adultos siempre parecen ausentes (los padres de Doble D, por ejemplo, se comunican con él mediante notas adhesivas solamente). Jonny 2×4 es un chico solitario que pasa gran parte de su tiempo hablándole a su tabla de madera, Plank, cuyo rostro sonriente está dibujado con lápices de crayón. El pequeño Jimmy usa aparatos dentales y prefiere jugar exclusivamente con las niñas, dado que es muy susceptible a los accidentes y a la tosquedad de los niños varones. Su mejor amiga es Sarah, la hermana menor de Ed, quien es temperamental, controladora, caprichosa y siente atracción por Doble D. Rolf, otro de los chicos, pertenece a una familia de inmigrantes de origen indeterminado y practica todo tipo de costumbres culturales extrañas, mientras que Kevin es el joven cínico y sarcástico que cuestiona todas las ideas del trío principal, ya que los considera «mensos». La más madura de ellos es Nazz, quien es adorada por los chicos del vecindario y opina que los Eds «son graciosos». También están las hermanas Kanker: Lee, May y Marie, matonas que viven apartadas del cul-de-sac en una autocaravana y están decididas a casarse con el trío protagonista.
En palabras de Danny Antonucci, el creador del programa: «Los episodios están organizados para que entres a una porción de sus días [...] Es casi un slice of life voyerista y no tanto una historia preparada. [Al inicio, los Eds] ya están trabajando en algo, o algo acaba de salir mal y ahora tienen que irse a otro lugar». También comentó que, aunque en la serie pueden inferirse temas como la verdad o la amistad, no le gustaban las caricaturas con moralejas condescendientes, por lo que tampoco se aborda directamente el tema de la pubertad. Según el escritor David Perlmutter, el programa suele carecer de argumento y le pone mayor énfasis a una serie de «gags dispersos», mientras que la periodista Cynthia Werthamer lo comparó con la telecomedia Seinfeld por tratarse de «historias sobre nada» que se diferencian de series como The Simpsons o King of the Hill. En el episodio «Nagged to Ed» (1999), por ejemplo, los Eds disfrutan la atención que les dan las hermanas Kanker hasta sentirse fastidiados, mientras que en «It's Way Ed» (1999) intentan convertirse en referentes de la moda entre sus vecinos. Desde la quinta temporada, con el episodio «Out with the Old, In with the Ed» (2005), las vacaciones de verano llegan a su fin y los chicos se preparan para reanudar sus estudios en Peach Creek Jr. High. Así, en «Truth or Ed» (2006), Eddy lucra por difundir chismes falsos en el periódico escolar.

## Reparto
| Personaje     | Actor de voz                                                        |
| ------------- | ------------------------------------------------------------------- |
| Ed            | Matt Hill                                                           |
| Edd «Doble D» | Samuel Vincent                                                      |
| Eddy          | Tony Sampson                                                        |
| Rolf          | Peter Kelamis                                                       |
| Nazz          | Tabitha St. Germain Erin Fitzgerald (2.ª voz) Jenn Forgie (3.ª voz) |
| Kevin         | Kathleen Barr                                                       |
| Jonny 2×4     | David Paul Grove                                                    |
| Jimmy         | Keenan Christensen                                                  |
| Sarah         | Janyse Jaud                                                         |
| Lee Kanker    | Janyse Jaud                                                         |
| Marie Kanker  | Kathleen Barr                                                       |
| May Kanker    | Erin Fitzgerald Jenn Forgie (2.ª voz)                               |

## Desarrollo

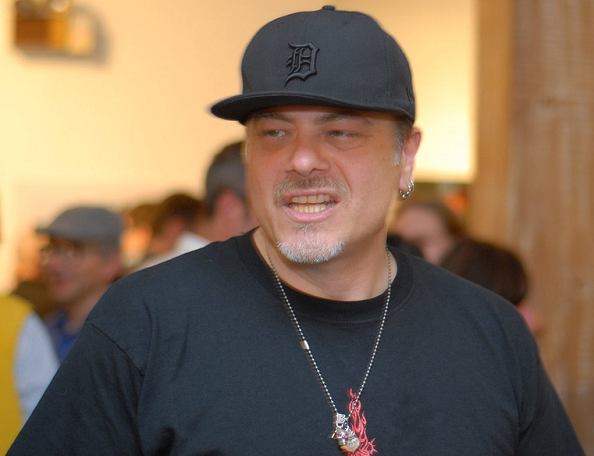
Danny Antonucci (2007) creó Ed, Edd y Eddy luego de haber producido varias animaciones para el público adulto.

El canadiense Danny Antonucci inició su carrera en la animación durante la temporada 1979-1980, como animador principal de la serie Scooby-Doo. Aunque luego trabajó en producciones aptas para todo público (como The Smurfs o The Flintstones), su material independiente se diferenciaba por su tono violento y por estar dirigido a adultos. En 1987 obtuvo notoriedad con su cortometraje Lupo the Butcher (sobre un carnicero que accidentalmente mutila sus propios dedos) y, tras fundar su estudio de producción a.k.a. Cartoon en 1994, creó la serie The Brothers Grunt para MTV, la cual fue cancelada tras ser fuertemente rechazada por los televidentes.
Un día en 1996, a petición de Nickelodeon, Antonucci se dispuso a crear algo para el público infantil, pues «tenía muchas ganas de hacer una caricatura para que mis hijos la vieran». A través de un fax, el canal recibió un dibujo de Ed, Edd y Eddy, quienes habían sido diseñados para un comercial. Ante la pronta respuesta, el animador vio la posibilidad de conseguir un contrato, pero también sintió curiosidad por cómo Cartoon Network recibiría la misma propuesta. La ejecutiva Linda Simensky le hizo llegar aquel dibujo al vicepresidente de programación Mike Lazzo, quien se mostró muy interesado y en los meses posteriores recibió lo que sería la biblia del programa. Una guerra de ofertas entre ambos canales tuvo lugar entonces. Tras llegar a buenos términos con Betty Cohen —la presidenta de Cartoon Network— y asistir a su primera reunión de negocios en un hotel de Los Ángeles, Antonucci inició su trato para producir Ed, Edd y Eddy para dicho canal, sin tener que realizar un episodio piloto. Hasta ese punto, Cartoon Network había producido sus series a través de Hanna-Barbera, pero esta vez le concedió esa tarea al estudio de Antonucci, ubicado en Vancouver. Además de eso, al creador se le confió el control creativo, lo que le sirvió para diferenciarse de lo que otros animadores habían hecho: «No hay otra caricatura como esta», aseveró en 1999; «Cartoon Network nos ha dado la libertad para explorar todos los escenarios ridículos que pueden ocurrir en este mundo demente que hemos creado».
Según Antonucci, Ed, Edd y Eddy fue una manera de revivir lo que recordaba de ser pequeño durante las vacaciones de verano, cuando debía hacer dinero por su cuenta para comprar caramelos o historietas. Un método común para ello era actuar como un emprendedor y armar su propio puesto de limonadas, experiencia que retrató en un episodio de la caricatura. Asimismo, los tres Eds representan la «neurosis» de su creador: Eddy, el «fanfarrón, ruidoso, creído y el payaso de la clase»; Ed, el «lento que vive en su propia caja de cereal», y Doble D, «el retraído, analítico y susceptible» que es meticuloso en todo. Antonucci afirmó que no había una razón profunda en haber bautizado a estos personajes con nombres similares, más allá de que, al llegar a una escuela nueva, el primer amigo que hacía siempre era alguien con un nombre parecido al suyo. Además, pensó que «Eddy era un nombre divertido». Las ideas a veces surgían de ver a sus dos hijos crecer; cuando uno de ellos, Marlow, se acercó para hablarle con varios de sus amigos, Antonucci notó que sus lenguas tenían colores extraños por haber comido caramelos. Es por ello que los personajes de Ed, Edd y Eddy tienen lenguas multicolor. Igualmente, «la escena en que los chicos pierden sus calzones y quedan desnudos frente a sus amigos en una fiesta [es algo que] me sucedió a mí», comentó en 1999.
| «Para mucha gente fue muy difícil entender [al personaje de Plank] al principio, porque querían que sonriera, hablara y pestañeara como si estuviese vivo. Pero dije, “no, es solo un pedazo de madera y necesitas tratarlo como a tal. Es la imaginación de Jonny lo que hace a Plank lo que es”». —Danny Antonucci. |

Los demás personajes del callejón también están basados en personas con las que Antonucci creció. Entre ellas están Deb y Dolly King, las chicas de octavo grado que se enamoraron de él y uno de sus compañeros, y en quienes están basadas las hermanas Kanker. Igualmente, el pequeño de su vecindario que solía chuparse el dedo y llevaba su manta a todos lados es el homólogo a Jonny 2×4 y su tabla Plank. Por otro lado, Doble D siempre oculta su cabello bajo un gorro porque en la niñez de Antonucci hubo un chico que se negaba a quitarse el suyo, aunque esto le causara problemas. Años más tarde, el creador no lograba explicarse si este en realidad ocultaba algo, por lo que sucede lo mismo en torno a Doble D. De acuerdo con Antonucci, quien creció viendo las animaciones de Max Fleischer y Warner Bros., Ed, Edd y Eddy es un retorno al estilo de las caricaturas de antaño. Inclusive, ciertos medios la han descrito como una mezcla entre Los tres chiflados y The Little Rascals. Los Eds terminan cada episodio sin aprender una lección y los escenarios que viven son «exagerados hasta la absurdidad», por lo que Antonucci esperaba que, al ver la serie, los adultos recordaran cuán «estúpidos» fueron alguna vez, ya que tampoco existe un «sentido condescendiente de la moralidad con el cual tratar». En otras palabras, «apelará al sentido del entretenimiento solamente». Cuando surgían problemas con la censura, Antonucci sostenía que principalmente a él debía gustarle el programa.

## Producción
Entre cuarenta y cincuenta personas trabajaban en el edificio de a.k.a. Cartoon para producir Ed, Edd y Eddy, lo que incluía al equipo de artistas, guionistas y editores. Antonucci, quien también coescribía y dirigía los episodios, afirmó que el programa se valía primero de un guion de solo tres páginas, llamado esbozo o story outline. Las voces se grababan después en los estudios Voicebox de la ciudad de Vancouver, bajo la dirección de Terry Klassen. Los diseños y los storyboards (guiones gráficos que indicaban cambios de escena, ángulo, acción e iluminación) se hacían para su envío a Yeson Animation Studios (en Seúl, Corea del Sur), donde otra plantilla de cien personas trabajaba para animar la serie con la técnica tradicional del cel. Ed, Edd y Eddy fue la última gran producción de Occidente en realizarse de esta manera, ya que Antonucci era un defensor del método manual.
En a.k.a. Cartoon se editaba el material resultante para luego remitirlo a Los Ángeles, donde otras diez personas tomaban control sobre el programa. «Somos un montón de artistas que unen sus esfuerzos con un solo propósito», declaró Antonucci, quien también describió el ambiente laboral de a.k.a. Cartoon como «una comunidad» más que un «espacio de oficina». Cabe decir que Ed, Edd y Eddy fue parte de un resurgimiento en la industria de la animación canadiense tras la recesión que esta experimentó en la década de 1990. En ese país, al menos 120 animadores se graduaban cada año y el estudio de Antonucci operaba totalmente con personas nativas de ahí. Bajo contrato, a.k.a. Cartoon debía producir un total de cuatro temporadas hasta 2002, pero en febrero de 2004 se anunció la autorización de veintiséis episodios adicionales. Se contaba ya con 104 historias ambientadas en el cul-de-sac durante el verano, y en adelante se exploraron entornos como la escuela y estaciones como el invierno. Antonucci expresó al respecto:

Al principio dudaba, porque la escuela se ha hecho hasta la muerte. Quiero decir, montones de estudios de animación tienen una serie escolar, pero nosotros lo haremos de otra manera. [Los Eds] pasarán del aburrimiento desorganizado al aburrimiento organizado. Enfatizaremos toda la parte traumática, incómoda y horrible de la escuela. No me gustó la escuela, a mis propios hijos no les gusta, y a Ed, Edd y Eddy tampoco les va a gustar.

Para prolongar la sensación de movimiento, incluso cuando los personajes están quietos, la serie utiliza la técnica de las «boiling lines», que consiste en trazar el mismo dibujo tres veces en diferentes hojas de papel, lo que crea contornos temblorosos cuando los fotogramas se suceden entre sí. Antonucci explicó que esto ayudaba a diferenciar Ed, Edd y Edd de otras animaciones emitidas en Cartoon Network, en las que el delineado de los personajes es más bien recto y tradicional. Animation World Magazine afirmó que el modo en que los contornos tiemblan y varían entre sí crean un estilo «espontáneo» que añade textura y parece hecho por un niño. Además, los habitantes del cul-de-sac se distinguen entre sí a través del movimiento. Los walk cycles (ciclos de animación en los que un personaje anda y el fondo se mueve con él) ayudaron a definir cómo cada uno de ellos camina, corre, voltea, se detiene o pestañea mediante secuencias en bucle. «Hicimos un montón de esos para conseguir el resultado final», afirmó Antonucci.
En posproducción, la tecnología del Digital Video Noise Reduction (DVNR) servía para purificar los colores, aunque con su empleo la integridad de la imagen podía verse comprometida (por ejemplo, las líneas y los contrastes altos). Animaciones más antiguas que Ed, Edd y Eddy, como Woody Woodpecker o The Rocky and Bullwinkle Show, eran sometidas a este método para ser relanzadas en ediciones restauradas. Tras ver los efectos adversos del DVNR, Antonucci decidió reducir su uso al mínimo, al menos en las primeras temporadas, antes de que la animación en cel quedase obsoleta y el entintado digital tomara su lugar. Puesto que los negativos de la serie podían estar muy sucios al provenir de Corea, era necesario someterlos a estos retoques, algo que el creador calificó como «un mal necesario» ante la rapidez que demandaban los cadenas estadounidenses para emitir el contenido. Sin embargo, añadió: «La mayor parte de la audiencia no lo nota a menos que [la degradación de la imagen] sea muy, muy mala. Se lo mostré a mis hijos y sus amigos, y ninguno de ellos lo notó».

### Diseños
Antonucci quería manifestarse en contra de la animación CGI y diseñó a los Eds «feos» para que lucieran humanos y no hechos por una computadora. Según él, se trataba más de presentar un mundo con el cual sentirse familiarizado en lugar de uno «hermosamente diseñado». Los personajes de Ed, Ed y Eddy se asemejan a los niños reales en cuanto a vestimenta; usan camisas de un solo color o con rayas, además de bermudas o pantalones largos. También varían en estatura, según los modelos aprobados para la producción; entre los Eds está el alto (Ed), el mediano (Doble D) y el bajo (Eddy). La mayoría de ellos tiene cabelleras de colores comunes (negras, pelirrojas o rubias), aunque también están los de cabello azul (Rolf o Marie Kanker). Dada esta variedad en los diseños, las hojas de referencia o model sheets eran necesarias para mantener la consistencia del estilo visual, ya que diferentes animadores podían trabajar en una misma escena. Nuevos accesorios podían incluirse de acuerdo con la trama del episodio, por lo que requerían un model sheet específico que indicara qué parámetros había que seguir para dibujarlos o darles color. De acuerdo con Cartoon Network, los fondos son elaboradas pinturas que sirven para hacer más efectivo un chiste o generar cierto estado de ánimo. Con ellos se proveen imágenes de los interiores de los hogares y de los diferentes exteriores inmediatos al cul-de-sac.

### Música
Ed, Edd y Eddy tiene temas de jazz compuestos por el canadiense Patric Caird a petición de Antonucci. La amistad de ambos comenzó a raíz de su gusto por tal género y por cantantes como Frank Sinatra cuando vivían en el mismo complejo de apartamentos a mediados de los años 1980.
«Existe un poco de tradición en [el uso de] los cuernos y cosas con estilo jazzy en la animación, pero Danny no quería hacer nada que se hubiera hecho antes», comentó Caird, cuyos aportes están presentes a lo largo de las seis temporadas del programa, sus tres especiales y Ed, Edd n Eddy's Big Picture Show, lo que equivale a diez años de trabajo. Durante ese tiempo grabó con una banda de jazz de seis músicos, experiencia que describió como «agotadora a veces... [pero] muy gratificante». Todo ello constituye su obra más conocida, dada la popularidad que Ed, Edd y Eddy tuvo en Estados Unidos. En cuanto a inspiración mencionó a Louis Prima y Duke Ellington: «[Como si] los autobuses de sus bandas colisionaran de frente en el desierto y la banda de los Eds estuviese hecha de los sobrevivientes».
El tema de apertura fue parte del paquete que Antonucci le mostró a Cartoon Network antes de producir el programa. Fue compuesto por Caird con base en la canción «Big Noise from Winnetka» de Bob Crosby y The Bob Cats, e incluye los silbidos del mismo Antonucci. En la serie acompaña una secuencia creada por el animador Paul Boyd, en la que los Eds se pasan entre sí la cámara que los está grabando. Además, está incluido en el álbum compilatorio Cartoon Medley (1999), del sello Rhino Records.

## Emisión y audiencia

El logo de Cartoon Network entre 1992 y 2004.

Aunque debía estrenarse el 7 de noviembre de 1998, Ed, Edd y Eddy salió al aire por primera vez el 4 de enero de 1999 como la quinta serie original de Cartoon Network creada para el horario estelar, debido a demoras menores en la posproducción. Aunque hubo dudas sobre si lograría cosechar un seguimiento amplio debido a la «ausencia de chicas en roles centrales», el programa fue el más visto entre niños de 2-11 años y niñas de 6-11. Rob Sorcher, el vicepresidente ejecutivo de Cartoon Network en Estados Unidos, afirmó que, aunque dichos grupos componían la audiencia clave del canal, al menos una tercera parte de quienes disfrutaban su señal eran «baby boomers que crecieron viendo caricaturas». A su vez, la ejecutiva Linda Simensky aseguró que a la primera temporada «le fue notablemente bien» en términos de audiencia, lo que convirtió a Ed, Edd y Eddy en una las producciones más vistas de Cartoon Network. Más aún, en 2005 se reportó que fue la serie más sintonizada de toda su programación y era conocida entre un 79 % de los niños de 6-11.
Los episodios solían tener un espacio en el bloque de programación Cartoon Cartoon Fridays, donde Cartoon Network emitía sus series originales durante cuatro horas cada viernes por la noche. El letrero TV-Y7 indicaba que estos eran aptos para niños mayores de siete años, en obediencia a las regulaciones de la Comisión Federal de Comunicaciones (o FCC, por su sigla en inglés).  «The Best Day Edder», un maratón presentado el 27 y 28 de abril de 2007, culminó con lo que entonces se anunció como el episodio final —dos años antes del final definitivo, el telefilme Ed, Edd n Eddy's Big Picture Show—. Con este maratón, Cartoon Network obtuvo sus cuotas de pantalla más altas de 2007 hasta ese mes. En mayo, Ed, Edd y Eddy fue uno de los programas incluidos en el evento «Cartoon Network Invaded» con el estreno del episodio «The Eds Are Coming!», que tenía en común la temática de extraterrestres con cuatro producciones del canal (The Grim Adventures of Billy & Mandy, Camp Lazlo, My Gym Partner's a Monkey y Foster's Home for Imaginary Friends). Otros maratones incluyen el «Ed's Day Off Marathon» de 2004 (en celebración del Día de Martin Luther King Jr.) y la antesala de siete horas a Ed, Edd n Eddy's Big Picture Show, que aumentó la audiencia de 9-14 años en un 14 % (16 % en niños de 9-14 y 17 % en niñas de 6-11).
Ed, Edd y Eddy atrajo la atención de 31 millones de hogares y ha sido vista en al menos veintinueve países. También ha sido doblada a múltiples idiomas, tales como el italiano, el hindi, el chino, el francés, el alemán y el español. Por ejemplo, en Hispanoamérica se estrenó el 9 de abril de 1999 junto con Las chicas coquetas (The Powerpuff Girls). «[Al verla] nos partimos de la risa», comentó Antonucci sobre las versiones traducidas de su caricatura. La serie se emitió durante casi once años; comprende un total de seis temporadas (equivalentes a 131 segmentos de entre once y veintidós minutos) y tres especiales, además de Ed, Edd n Eddy's Big Picture Show. Así, se trata de una de las series más longevas en la historia de las producciones originales de Cartoon Network y, al momento de su culminación, la más larga en la historia de la animación canadiense.
Comic Book Resources reportó que, hasta julio de 2020, Ed, Edd y Eddy era difícil de encontrar más allá de sus escasas retransmisiones y lanzamientos limitados en DVD, pese a su notabilidad como el «Cartoon Cartoon» más duradero. Sin embargo, el programa entró por primera vez al catálogo de la plataforma HBO Max en enero de 2021. También ha estado disponible para su compra/renta en servicios como Amazon Prime Video y Google Play.
| Temporada | Temporada | Episodios | Emisión original        | Emisión original        |
| Temporada | Temporada | Episodios | Inicio                  | Final                   |
| --------- | --------- | --------- | ----------------------- | ----------------------- |
|           | 1         | 13        | 4 de enero de 1999      | 11 de julio de 1999     |
|           | 2         | 13        | 26 de noviembre de 1999 | 22 de diciembre de 2000 |
|           | 3         | 13        | 23 de febrero de 2001   | 12 de julio de 2002     |
|           | 4         | 13        | 5 de julio de 2002      | 5 de noviembre de 2004  |
|           | 5         | 13        | 18 de noviembre de 2005 | 11 de mayo de 2007      |
|           | 6         | 1         | 29 de junio de 2008     | 29 de junio de 2008     |

### Especiales
Terminada la cuarta temporada, a.k.a. Cartoon pasó a producir tres episodios especiales bajo la comisión de Cartoon Network. Se trata de «Ed, Edd n Eddy's Jingle Jingle Jangle», «Ed, Edd n Eddy's Hanky Panky Hullabaloo» y «Ed, Edd n Eddy's Boo Haw Haw», todos basados en celebraciones distintas del año. El primero se estrenó el 3 de diciembre de 2004 y muestra cómo Eddy, inconforme por no recibir más que ropa en Navidad, decide irse a vivir con sus conocidos del cul-de-sac para apropiarse de sus regalos, ignorando lo que, según Ed y Doble D, es el verdadero significado de esta festividad.
En «Ed, Edd n Eddy's Hanky Panky Hullabaloo», estrenado el 5 de febrero de 2005, los Eds tienen planes diferentes para el Día de San Valentín. Dos enviados de Cupido —representados por Sarah y Jimmy— disparan sus flechas hacia Doble D y May Kanker, quienes se enamoran y causan el disgusto de los demás personajes. Eddy y Ed, en su intento de devolver a su amigo a la normalidad, tendrán un enfrentamiento con las hermanas Lee y Marie.
Por último, «Ed, Edd n Eddy's Boo Haw Haw», estrenado el 28 de octubre de 2005, sigue a los Eds mientras usan un mapa para encontrar el legendario vecindario de Spook-E-Ville, donde ansían practicar «dulce o truco» durante la noche de Halloween. Ed, sugestionado por varias películas de terror, siente que hay monstruos vigilando sus pasos y ataca a otros miembros del callejón.

### Ed, Edd n Eddy's Big Picture Show

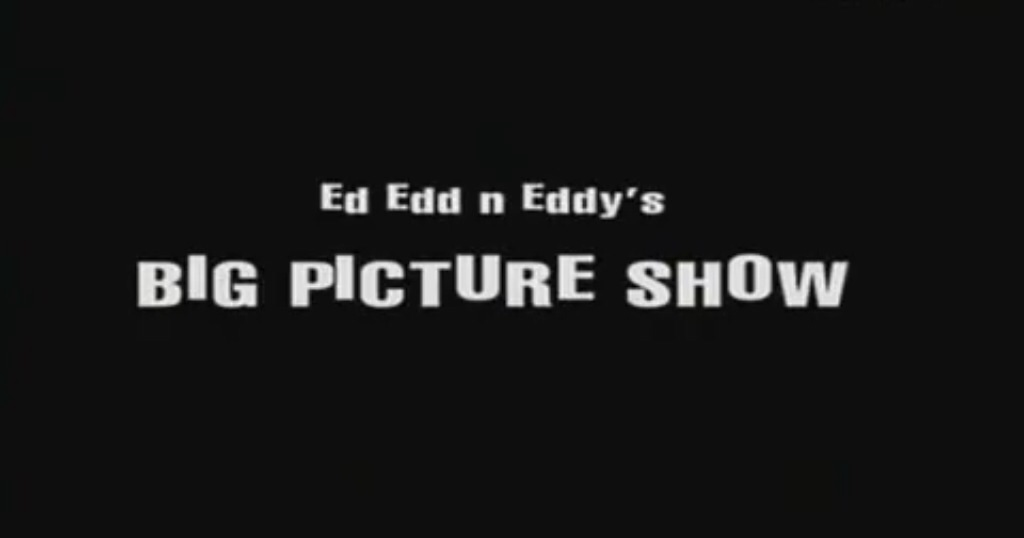
Título introductorio de Ed, Edd n Eddy's Big Picture Show.

El telefilme de hora y media Ed, Edd n Eddy's Big Picture Show culmina la serie. Se estrenó en Estados Unidos el 8 de noviembre de 2009, tras haberse emitido primero en Australia, Escandinavia y el Sudeste Asiático. En el marco del décimo aniversario del programa, Antonucci había prometido que el filme traería consigo varias sorpresas (entre ellas, la revelación del misterioso hermano de Eddy): «Lo que sucede es que los Eds hacen algo realmente malo y se encuentran huyendo del cul-de-sac para encontrar un lugar seguro [...] todo será muy dinámico y se hará en un formato de pantalla ancha. Hemos trabajado en la película durante los últimos dos años, con el mismo equipo que trabajó en la serie».
Una programación especial de dos días precedió a la película los días sábado 7 y domingo 8 de noviembre, con siete horas seguidas de Ed, Edd y Eddy. Hasta un porcentaje tres veces mayor de la audiencia sintonizó la premier del anticipado final; 73 % más en niños de 6-11 años, 56 % en niños de 2-11 y 145 % en niños de 9-14, de acuerdo con los datos de Nielsen Media Research.

### Cortos
Además de las emisiones regulares de Ed, Edd y Eddy, Cartoon Network presentó una variedad de cortometrajes que incluian a los personajes del cul-de-sac. En 2004, tanto ellos como otros dibujos animados del canal convivieron en una serie de intersticiales de sesenta segundos creados por el estudio Animal Logic para promover la identidad visual de la cadena. En uno de ellos, numerosos personajes se esconden de Jimmy alrededor de un gran estacionamiento diseñado en 3D. Ese año, los Eds aparecieron junto al basquetbolista Steve Francis en uno de los comerciales protagonizados por personajes de Cartoon Network y jugadores del All-Star Game de la NBA.
A su vez, los llamados «Groovies» que salieron al aire durante las pausas comerciales en el periodo 1999-2005 eran videoclips basados en los «Cartoon Cartoons». La letra de «My Best Friend Plank» explora la amistad de Jonny 2×4 con su tabla Plank; los visuales que componen el videoclip —dirigido por Jonas Odell— muestran a Plank recorriendo varios escenarios de estilo vintage, como un parque, una playa y un campamento. Steve Patrick compuso el tema inspirado en la obra del cantautor James Taylor y añadió un conjunto de «diferentes juegos de palabras sobre carpintería». En otro «Groovie», «The Incredible Shrinking Day» —cantado por Garrett Freireich—, Sarah encoge a los Eds para hacerlos caber en su casa de muñecas. Stuart Hill compuso el tema para que los niños pudieran identificarse con él: «Si la historia es que ella te pone en esta casa, [el mensaje es] “no me voy a quedar aquí, mis amigos me importan más”. [Es] algo que los niños cantarían», explicó él. Tanto «My Best Friend Plank» como «The Incredible Shrinking Day» fueron realizados por el estudio Filmtecknarna en Estocolmo (Suecia).

## Derivados

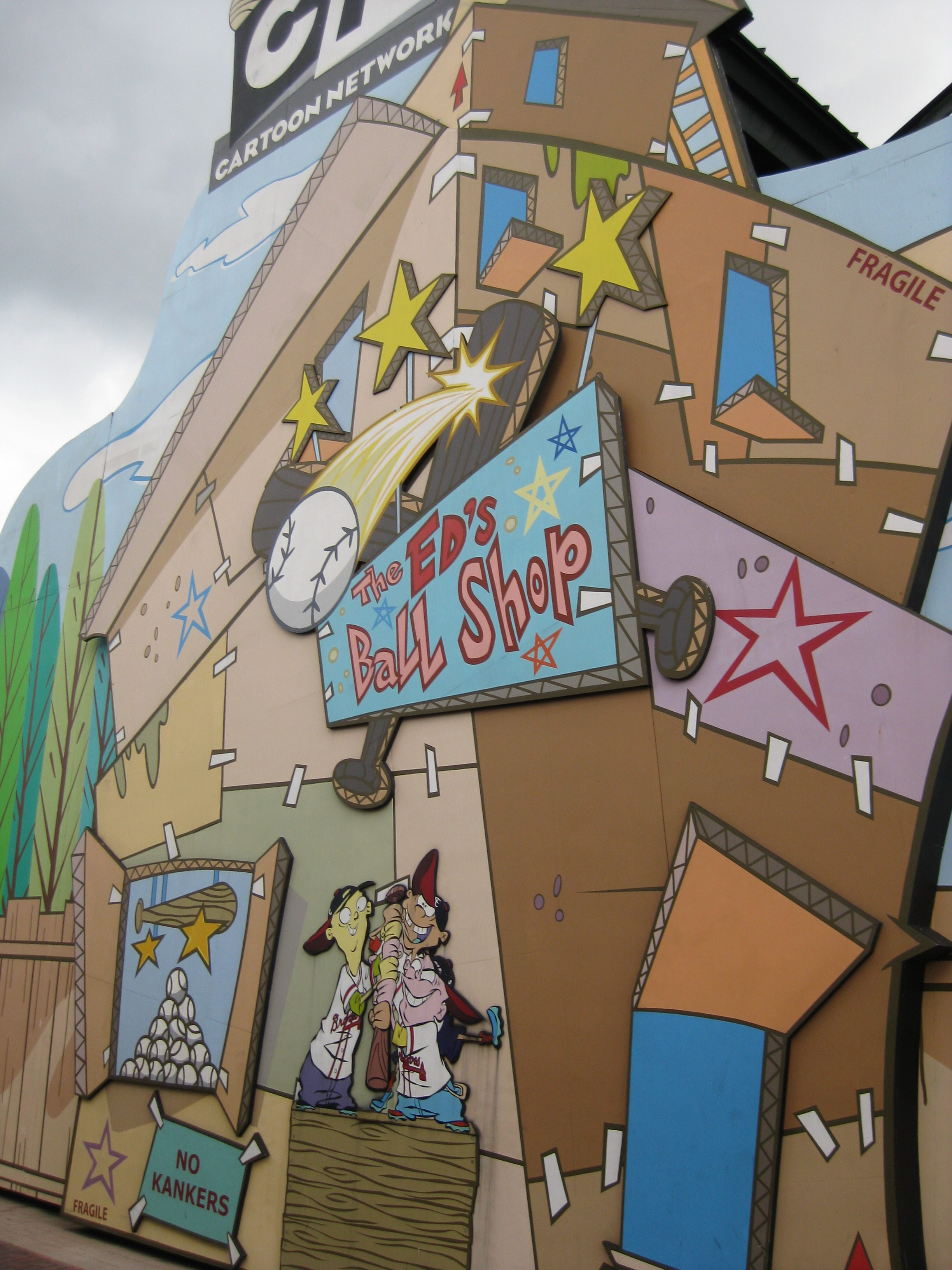
El «Ed's Ball Shop» del estadio Turner Field de Atlanta, Georgia (2009).

Ed, Edd y Eddy es una marca registrada de The Cartoon Network, Inc. y está sujeta a adornar una amplia variedad de mercancías. Algunas salieron a la venta a través de la tienda en línea de Cartoon Network, donde había fundas para celular, pósteres, tazas, gorras y camisetas con estampados del programa. La cadena de restaurantes Subway produjo juguetes de los Eds y Sarah para ofrecerlos en sus menús infantiles en 2003, al igual que las cajas de cereales Kellogg's en el Reino Unido con sus bobbleheads de Eddy y otros seis personajes del canal. En 2005, los cels de producción originales podían adquirirse como artículo coleccionable a un precio de 260 USD. También se hicieron mil copias de una estatuilla de porcelana eculpida por Tony Cipriano, en la que los Eds jugaban con un cohete hecho a base de chatarra. Igualmente, Titan Merchandise lanzó en 2017 las figuras en vinilo del trío protagonista como parte de su «Cartoon! Cartoon! Collection». Ed, Edd y Eddy también figura en varios números del cómic Cartoon Network Block Party, publicado por DC Comics hasta el quincuagésimo noveno volumen (desde 2004 hasta 2009). Por parte de la editorial Scholastic existieron dos libros: Lots of Laughs de Jesse Leon McCann (con versiones narradas de los episodios «Sir-Ed-A-Lot», «Who, What, Where, Ed!» y «Hot Buttered Ed») y Book of Extreme Excuses de Howie Dewin (una guía para inventar excusas como lo harían los Eds).

### DVD
En cuanto a lanzamientos en DVD, Warner Home Video incluyó episodios de Ed, Edd y Eddy en colecciones temáticas como Cartoon Network Halloween: 9 Creepy Capers (con «Dawn of the Eds»), Cartoon Network Christmas: Yuletide Follies (con «Fa-La-La-La-Ed») y Cartoon Network: Christmas Rocks (con «Ed, Edd n Eddy's Jingle Jingle Jangle»).
La serie también cuenta con sus propias colecciones, empezando por Edifying Ed-Ventures de 2005 (con «Sir Ed-a-Lot», «Who, What, Where, Ed», «Avast Ye Eds», «Know-It-All Ed», «Mirror, Mirror, on the Ed» y «Hot Buttered Ed») y Fools' Par-Ed-Ise de 2006 (con «If It Smells Like an Ed», «Take This Ed and Shove It», «One Size Fits Ed», «A Case of Ed», «Here's Mud in Your Ed» y «Fool on the Ed»).
La primera y segunda temporada se han editado respectivamente como The Complete First Season (2005) y The Complete Second Season (2006), con sus veintiséis episodios correspondientes y extras como «Detrás de los Eds», «Cómo Dibujar a Ed» y el videoclip de «The Incredible Shrinking Day». Por último, el recopilatorio Ed, Edd n Eddy The Complete Series se lanzó en octubre de 2022 y cuenta con todos los episodios de la serie repartidos en diez DVD, lo que equivale a 1450 minutos de contenido.

### Videojuegos
CartoonNetwork.com ofrecía una variedad de juegos en Flash basados en Ed, Edd y Eddy, los cuales seguían a los Eds a través de diferentes aventuras ambientadas en el callejón; entre ellos estaban Cul-De-Sac Smash, Clash of the Idiots, Eds Candy Machine Deluxe y Ed Over Heels. Por parte de Macrospace existe el juego móvil Ed, Edd n Eddy: Giant Jawbreakers (2004), en el que el trío del cul-de-sac debe moverse de izquierda a derecha a lo largo de veintisiete niveles para romper los caramelos gigantes que rebotan sobre ellos, sin dejar caer los pedazos resultantes.
Igualmente, Ed, Edd n Eddy: Jawbreakers! de Game Boy Advance consiste en una aventura por ganar una dotación ilimitada de caramelos; fue desarrollado por Climax Group y publicado por BAM! Entertainment el 15 de septiembre de 2002. Le siguió Ed, Edd n Eddy: The Mis-Edventures de la desarrolladora Artificial Mind and Movement, lanzado por Midway el 3 de noviembre de 2005 para PC, Nintendo GameCube, Xbox y PlayStation 2. Se trata de una serie de niveles episódicos llamados «estafas», cuyos gráficos en 3D emulan los contornos temblorosos del dibujo animado. El jugador puede alternar entre los tres Eds, quienes cuentan con habilidades diferentes para cumplir las misiones. El productor Roger Faso comentó que Antonucci estuvo involucrado en el desarrollo del juego, con tal de que se apegara al estilo slapstick del programa. Su sucesor fue Ed, Edd n Eddy: Scam of the Century, cuyo lanzamiento para Nintendo DS ocurrió el 26 de octubre de 2007. Hasta la fecha, es el último videojuego basado en Ed, Edd y Eddy y consiste en una misión por recuperar el «libro de las estafas» de Eddy (ahora en manos de los vecinos del cul-de-sac), para lo cual los Eds se dispersan y deben atravesar una gran variedad de obstáculos. Fue desarrollado por Art Co., Ltd y distribuido por D3 Publisher.
Cabe notar que ninguno de los juegos lanzados para videoconsolas gozó de una recepción muy positiva: el sitio web Metacritic reporta una calificación de 49/100 para Jawbreakers!, 50/100 para The Mis-Edventures y tres críticas negativas sobre Scam of the Century. Por otro lado, locaciones y personajes del programa están incluidos en los videojuegos Cartoon Network Speedway (2003) y Cartoon Network: Block Party (2004), ambos de Majesco Games para Game Boy Advance: tanto el primero —un torneo de carreras en karts— como el segundo —un conjunto de minijuegos con estilo de plataforma— combinan el universo de Ed, Edd y Eddy con el de otros dibujos animados de Cartoon Network. Los Eds y las hermanas Kanker también son personajes «nano» —versiones en miniatura de sí mismos— en el videojuego multijugador en línea Cartoon Network Universe: FusionFall (2009), que además incluye el cul-de-sac como uno de sus muchos escenarios.

## Recepción
De acuerdo con Linda Simensky, Ed, Edd n Eddy es una de las series de Cartoon Network cuyo impacto en la cultura popular ha sido patente. En 1999, un periodista de la ciudad de Tallahassee (Florida) escribió una columna que detallaba su búsqueda por los caramelos gigantes que sus hijos habían visto en el programa, al mismo tiempo que empezaba a haber fansites dedicados al mundo de los Eds. En un sondeo publicado por Animation Magazine en 2007, el trío del cul-de-sac obtuvo el quinto puesto entre los veinte personajes favoritos de los niños de ocho a diez años. La misma revista también clasificó a Edd, Edd y Eddy como una de las treinta series que definieron el panorama animado durante el periodo 1987-2017. Por otro lado, Aaron Perine de ComicBook.com observó que múltiples memes de internet han hecho uso de estos personajes «con gran efecto» desde la década de 2010. El compositor Patric Caird atribuyó el éxito a los esfuerzos de Antonucci por ser original, mientras que el mismo creador se sintió sorprendido por el amplio alcance que tuvo su caricatura.
La recepción de los críticos mejoró con el tiempo. Nancy McAlister de The Florida Times-Union opinó poco después del estreno que «la historia de tres mejores amigos que atraviesan la pubertad es ruidosa, descabellada e, incluso para una caricatura, imposible de ver». Mientras tanto, N.F. Mendoza de The Hollywood Reporter la calificó como «animación simplista y primitiva que solo puede ser descrita como fea». Cuando Terrence Briggs escribió su reseña para Animation World Magazine, en la que tachaba cada segundo de Edd, Edd y Eddy como «relleno» y criticaba la libertad dada a Antonucci en todo aspecto de la producción, un gran número de cartas entusiastas por el programa motivó a la revista a emitir las opiniones de la Sociedad de Animación Clásica de la Universidad de Arte y Diseño de Savannah. Uno de los miembros destacó la manera en que Antonucci trató la estructura de los episodios, ya que «los personajes pasan de una aventura a otra con poca o ninguna transición» y «las historias son totalmente espontáneas desde la trama hasta los escenarios». Otro miembro aseveró que era difícil «establecer un personaje profundo con un argumento que cambia cada tantos segundos», pero afirmó que esa era su única crítica. El veredicto de los estudiantes fue que Edd, Edd y Eddy intenta ser única entre otras animaciones de su tiempo que «parecen ser híbridos de otras», a la vez que «echa las ideas viejas a un lado y presenta un mundo completamente nuevo de historias y personajes».
Igualmente, el historiador de la animación Hal Erickson describió la técnica narrativa de la serie como «una perfecta imitación de los niños con periodos de concentración cortos», dada la rapidez con que una desventura sucede a la otra. Mike Drucker del sitio web IGN catalogó el episodio «Avast Ye Eds» (1999) como «un buen ejemplo de cómo los animadores desarrollaron un ambiente ingenioso y surrealista con el que la mayoría de los niños podrían identificarse». Su reseña también menciona: «Cada pedazo del programa está ejecutado para [conseguir] el máximo efecto cómico y las interacciones entre los personajes son usualmente muy divertidas». Drucker matizó, sin embargo, que algunas premisas pueden resultar repetitivas. David Cornelius de DVD Talk también se refirió al aspecto visual: «Las gruesas líneas que forman a los personajes y a los fondos se contonean y se transforman en una confusión delirante. Esto es una animación que está, bueno, realmente animada».
En Encyclopedia of Media Violence (2013), el autor Matthew S. Eastin nota que la «violencia cómica» (o el humor slapstick) es un componente importante de Ed, Edd y Eddy y muchas otras animaciones, un tema controvertido en cuanto a cómo se cree que los infantes son influenciados por la exposición a tal contenido. Eastin añade: «Ya que los niños y los adultos jóvenes pueden ser más susceptibles a imitar los actos vistos en los medios, es importante que los padres y los educadores les ayuden a hacer conexiones entre la violencia en pantalla y las amenazas personales de la vida real». En el mismo sentido, Lucy Maher de Common Sense Media acotó: «Los tres personajes principales de esta bulliciosa caricatura habitualmente se acosan entre sí y se dicen nombres relativamente benignos, como “menso” o “perdedor”. También parecen recibir cero supervisión de un adulto [...] La serie incluye violencia del tipo cartoon (muebles caen encima de Ed, se lanzan puñetazos) [...] pero, por lo demás, es una media hora de diversión inofensiva».

## Premios y nominaciones
| Año  | Premio              | Categoría                                                                                | Nominados                                         | Resultado |
| ---- | ------------------- | ---------------------------------------------------------------------------------------- | ------------------------------------------------- | --------- |
| 1999 | Premio Reuben       | Mejor animación para televisión                                                          | Danny Antonucci                                   | Ganador   |
| 2000 | Premios Leo         | Mejor director en una producción animada para televisión                                 | Danny Antonucci                                   | Ganador   |
| 2001 | Premios Leo         | Mejor banda sonora en un programa animado o serie                                        | Patric Caird (por «Ed in a Halfshell»)            | Nominado  |
| 2001 | Premios Annie       | Logro individual destacado en guiones gráficos de una producción animada para televisión | James Wootton (por «Wish You Were Ed»)            | Nominado  |
| 2004 | Premios Leo         | Mejor banda sonora en un programa animado o serie                                        | Patric Caird (por «Postcards from the Ed»)        | Nominado  |
| 2005 | Premios Leo         | Mejor banda sonora en un programa animado o serie                                        | Patric Caird                                      | Ganador   |
| 2005 | Kids' Choice Awards | Caricatura favorita                                                                      | Ed, Edd y Eddy                                    | Nominado  |
| 2006 | Premios Leo         | Mejor banda sonora en un programa animado                                                | Patric Caird (por «Ed, Edd n Eddy's Boo Haw Haw») | Nominado  |
| 2007 | Premios Leo         | Mejor banda sonora en un programa animado                                                | Patric Caird (por «This Won't Hurt an Ed»)        | Nominado  |
| 2008 | Kids' Choice Awards | Caricatura favorita                                                                      | Ed, Edd y Eddy                                    | Nominado  |
| 2009 | Premios SOCAN       | Premio a la música de una serie de televisión internacional                              | Patric Caird                                      | Ganador   |